# África Gozalbes
África Gozalbes Boja (Sevilla, 9 de novembre de 1965), és una artista espanyola.

## Biografia
Formada sobre els escenaris, es va fer extremadament popular a través de la televisió. Va presentar el programa infantil Corre que te pillo a Canal Sur (1991), però la seva popularitat li va venir quan Antonio Mercero la selecciona per a substituir a Maruchi León com manceba de Lourdes Cano en la cèlebre comèdia de televisió Farmacia de guardia, en la qual va romandre entre 1992 i 1995, donant vida a  Reyes 'Queen' González.
Amb posterioritat, va interpretar, també per a la pantalla petita, papers de repartiment en les sèries Hostal Royal Manzanares (1996) i Más que amigos (1997-1998).
La seva trajectòria posterior s'ha centrat en el teatre, destacant l'obra Yo me bajo en la próxima, ¿y usted? (2004), d'Adolfo Marsillach, que va interpretar al costat de Pedro Osinaga. Durant 5 temporades amb un gran èxit de públic va representar en l'obra de Teatre TOC-TOC el personatge de Blanca.
Altres muntatges inclouen Trato carnal (1996), amb Manuel Galiana, Carlota (1997), de Miguel Mihura, La dama duende (1998), de Calderón de la Barca, amb Luis Varela, Las hermanas de Bufalo Bill (1999), de Manuel Martínez Mediero, Pa siempre (2001), Serafín, el pinturero (2002), de Carlos Arniches, Atraco a las tres (2002), Usted tiene ojos de mujer fatal (2003), d'Enrique Jardiel Poncela, Tú y yo somos tres (2004), de Jardiel i Toc Toc (2010), de Laurent Baffie, dirigida per Esteve Ferrer.
Va col·laborar declamant un poema en el llargmetratge documental Compañero del alma, elegía a Miguel Hernández, poeta, de José Manuel Iglesias.

## Trajectòria en teatre
- Farsa y licencia de la Reina Castiza (1987)
- Así que pasen cinco años (1988)
- Excipiente malato (1989)
- El pequeño Frankenstein (1989)
- Trato carnal (1996)
- Que viene mi marido (1997)
- Carlota (1998)
- La dama duende (1999)
- Las hermanas de Bufalo Bill (1999)
- Pa siempre (2000)
- Serafín, el pinturero (2002)
- Atraco a las tres (2002)
- Yo me bajo en la próxima, ¿y usted? (2003)
- Usted tiene ojos de mujer fatal (2003)
- Tú y yo somos tres (2004)
- Toc Toc (2010-2015)
- El florido Pensil (2017)

## Trayectoria en cine
- 2016 Estirpe. Dir. Adrián López.
- 2015 Delirium. Teaser Dir. Nacha Cuevas.
- 2014 Cosquillas. Dir Gabriel García. (Curt)
- 2014 La Quinta Dimensión. Dir. Liteo Deliro (Curtmetratge)
- 2013 Victorita, Victorita. Dir. Nacha Cuevas. (Curt)
- 2007 Una y no Más. Dir. Nacha Cuevas. (Curt)
- 2005 No te duermas. Dir. Salvador Jiménez. (Curt)
- 2001 Por Suerte o por Desgracia. Dir. Villar&Díaz (Curt)
- 1999 A Galope Tendido. Dir. Julio Suárez. (Llargmetratge)
- 1991 Karmen. Dir. Laurie Anderson. (Curt)

## Trajectòria en televisió
- 2012 El secreto del Puente Viejo. Antena 3tv.
- 2010 Punta Escarlata. Telecinco.
- 2008 El Porvenir es Largo. TVE.
- 2005 Al Filo de la Ley. Dir. Javier Olivera.
- 2003 Hospital Central. Dir. Juan Testa.
- 2002 El Comisario. Dir. José Ramos Paino.
- 2000 Raquel busca su sitio. Dir. Jaime Botella.
- 1997/98 Más Que Amigos. Dir. Manuel Ríos S. Martín.
- 1997 Manos a la obra. Dir. José Antonio Escrivá.
- 1997 La Casa de los Líos. Dir. José Ganga.
- 1996 Hostal Royal Manzanares. Dir. Sebastián Junyent.
- 1996 Menudo Show. Colaboración Jurado. (Temporada).
- 1994 Encantada de la vida. Escena C. Velasco. Antena 3tv.
- 1993/95 Farmacia de guardia. Dir. Antonio Mercero.
- 1993 Testimonio Dramatizado. Dir. Jesús Hermida.
- 1992 Heráclito y Yo. Locució dramatitzada per RNE.
- 1992 Corre que te Pillo. Presentadora Programa infantil.
- 1988 Suave que me estás matando. Dir. J.C. Sánchez. (TVA).